# Demjén István (lelkész)
Demjén István, teljes nevén: Demjén István Lajos Imre (Budapest, 1888. január 9. – Budapest, 1962. augusztus 6.) református lelkész.

## Élete
Demjén Sándor postatiszt és Molnár Ilona fiaként született. Három és fél éven keresztül szolgált a harctéren az első világháborúban, részint a fronton, részint pedig kórházakban. Később pedig a bánáti Kevevárán volt lelkész, innen a szerbek űzték el. Ekkor került Budafokra, 1922. július 16-án lett a budafoki református gyülekezet lelkipásztora. Ezt a tisztséget addig Murányi János töltötte be, aki 1921 februárjában Amerikába távozott.
Demjén István volt a budafoki református templom építésének kezdeményezője és fő szervezője. 1926-ra megduplázta a református hívek számát kb. 3000-re. A gyülekezet 1924 tavaszán indította el a gyűjtést a templomépítésre. Szerény lelkészi fizetéséből Demjén István egymillió koronás adományt tett, Madary Lajos főgondnok pedig ötszázezer koronát ajánlott fel. 1926. augusztus 14-én tették le a templom alapkövét, 1927. október 2-án került sor a Ravasz László általi ünnepélyes felszentelésre.
Demjén István munkásságának köszönhetően a budafoki templom építésével egy időben Kelenvölgyben gyülekezeti ház, Nagytétényben és Albertfalván imaházak épültek.
Lelkészi feladatain túlmenően 1922-ben megalapította a 241. sz. Bethlen Gábor cserkészcsapatot, melyet a Rákosi-rendszer betiltott. Ez csak a rendszerváltás után indulhatott újra. Ebben a csapatban szerezte többek között Dávid Géza kajak-kenu mesteredző is az első vízi élményeket. Demjén István diakonissza állást szervezett a szegény családok támogatására, valamint balatoni telkeket vásárolt és nyaranta gyermekeket táboroztatott. Személyesen vállalta el a teljesen árva gyermekek gyámságát, megszervezte a magatehetetlen öregek napi ellátását is. A lelkész közreműködése és ajánlólevelei révén sokan jutottak álláshoz pl. a Csonka János Gépgyárban és a GAMMA üzemeiben.
1925-ben gyülekezeti lapot indított Egyházi Híradó címmel, ez később Református Híradó néven országos újsággá vált.
A kormány kényszernyugdíjazta 1952-ben, majd Örkénybe telepítették ki, ahol fia református lelkészként tevékenykedett. 1962-ben hunyt el Budapesten. Felesége Bod Irén volt, akivel Dálnokon házasodott 1912-ben.

## Emlékezete
- Budafokon utcát neveztek el róla.
- 2012. augusztus 31-én felvette a nevét a Rózsakerti Demjén István Református Általános Iskola.